# Csányoszró
Csányoszró é um município da Hungria, situado no condado de Baranya. Tem 28,56 km² de área e sua população em 2019 foi estimada em 597 habitantes.